# Forsvarsministerens Medalje
Forsvarsministerens Medalje er en medalje der tildeles af forsvarsministeren, til danskere og udlændinge, der har ydet en anerkendelsesværdig indsats. Medaljen kan også tildeles danskere og udlændinge, der gennem handling har ydet en frygtløs indsats eller er blevet alvorligere skadet, invalideret eller omkommet.

## Baggrund
Medaljen blev indstiftet efter en debat om Forsvaret skulle indstifte nye medaljer til soldater, der havde gjort en ekstraordinær indsats. Det førte til indstiftelsen af 7 nye medaljer:
- Forsvarsministerens Medalje
- Forsvarets Medalje for Tapperhed
- Forsvarets Medalje for Fremragende Tjeneste
- Forsvarets Medalje for Faldne i Tjeneste
- Forsvarets Medalje for Sårede i Tjeneste
- Forsvarets Medalje for Fortjenstfuld Indsats
- Forsvarets Medalje for International Tjeneste

## Modtagere
Medaljen blev første gang uddelt af forsvarsminister Gitte Lillelund Bech den 9. marts 2010 til 11 personer. Disse personer blev tildelt medaljen for deres ekstraordinære indsats i forbindelse med hjælpearbejde til gavn for soldater, som var omkommet eller såret i tjenesten, og til pårørende. Følgende personer fik medaljen:
- Direktør Peter Højland, for oprettelsen af Soldaterlegatet
- Direktør Christian Herskind , for oprettelsen af Soldaterlegatet
- Speciallæge Finn E. Warburg, for sit lægevirke over for sårede danske/allierede soldater på Rigshospitalet
- Konsulent Yvonne Tønnesen, for sin indsats over for psykisk sårede soldater
- Oversergent René Dall Qvist Rasmussen, for oprettelsen af Støtte til Soldater og Pårørende (STSOP)
- Kaptajn Lasse Grønlund Kampmann, for sit ansvar for Hærens overordnede kontaktofficersvirke
- Major Egon Boutrup Sørensen, for kontaktofficersvirke ved Gardehusarregimentet
- Kaptajn Jørgen Brogaard Hvass, for kontaktofficersvirke ved Gardehusarregimentet
- Kaptajn Steffen Robert Scharff, for kontaktofficersvirke ved Gardehusarregimentet
- Major Søren Peter Østergaard, for kontaktofficersvirke ved Den Kongelige Livgarde
- Kaptajn Søren Bo Jensen, for kontaktofficersvirke ved Den Kongelige Livgarde

Siden da er medaljen tildelt:
- Seniorsergent Jakob Asferg, Den Kongelige Livgarde

- Feltpræst Thomas Østergaard Aallmann, Gardehusarregimentet

- Feltpræst Kim Alex Jacobsen, Den Kongelige Livgarde
- Bådmand Christian Tornvig Lauridsen, Farvandsvæsnet
- Kommandør Annemette Ruth
- Sergent Jakob Panton-Kristiansen
- Læge Mohammad Sohail Asghar
- marinespecialist John Søndergaard Poulsen
- marinespecialist Peter Kongshøj
- oversergent Tony Paw Johansen